# Бонні (держава)
Бонні  — африканське місто-держава в дельті Нігеру, що існувала з XV ст. Була важливим центром торгівлі. 1883 року стала частиною британського протекторату Нігерський берег. Держава була відома також Велика Бонні.

## Історія
Утворено на основі вождеств ібані (згодом спотворений як Бонні) — субгрупи народу іджо. За легендою, острів, на якому заснували місто Бонні, був заселений птахами кульон, тому перші поселенці назвали його Околоама — «Місто кульонів». Засновником вважають вождя Ндолі. Справу його продовжили Опуамакуба, Алагбарія та Асіміні. Цих 4 правителів вважають засновниками держави. Наступні володарі походять від Алагбарії та Асіміні.
Розвитку держави сприяли контакти з європейськими торгівцями, першими з яких були португальці. У XVII ст. перетворюється на один з основних центрів работоргівлі. У цей час провідними контрагентами стають голландці. У XVIII ст. вступає в торгівельний союз із конфедерацією аро, що стала поставляти рабів для продажу. Спочатку основними торгівельними партнерами стають британці.
Найбільшого піднесення держава досягла за правління Опобо Великого (з клану Анніе Пеппле). Після його смерті в 1828 році почалася боротьба за трон: Маду, колишній раб Опобо, спробував узурпувати владу в країні й передати її своєму синові Алалі. Водночас точилася боротьба між двома найбільш могутніми гілками правлячого роду («будинками каное»): будинком Анніе Пеппле і будинком Манілли Пеппле. В результаті лише у 1836 році на трон зійшов Вільгельм Даппа Пеппле. Невдовзі він налаштував проти себе як європейських торговців, так і своїх підданих. Новий король прагнув максимально зосередити владу в своїх руках. Будучи ставлеником будинку Манілли Пеппле, негайно почав утискати представників будинку Анніе Пеппле, що супроводжувалося також серією конфліктів зі своїми родичами. Побоюючись змови з їх боку, Вільям Даппа оточив себе так званими «новими людьми». Його правління було відзначено низкою великих повстань рабів, а також війною з містом-державою Калабарі. У 1839 і 1844 роках підписав з Великою Британією договори, спрямовані проти работоргівлі.
З середини XIX ст. посилюється вплив Великої Британії, яка фактично взяла під контроль 1851 року Лагос. 1854 року консул Джон Бікрофт, скориставшись інсультом володаря Вільгельма Даппа Пеппле I, змусив того зректися влади. Втім після цього почалася боротьба за владу, змінилося декілька володарів. Починається нове протистояння Анніе Пеппле і Манілли Пеппле. 1861 року британці відновили на троні Вільгельма Даппу.
1867 року новий правитель Джордж Пеппле спробував впровадити в державі християнство у вигляді англіканства. Це спричинило нове протистояння. Цим скористався 1869 року Джубо Джубоґа, що створив нову державу Опобо. В результаті територія Бонні зменшилася, постраждала також торгівля.
Надалі в союзі з державою Нембе війська Бонні почали боротьбу проти коаліції держав Опобо і Калабарі. Це дало привід британцям втручатися у справи усіх держав, змушуючи їх у 1873 і 1882 роках укласти між собою мирні угоди. 1883 року після повалення Джорджа Пеппле британські війська знову втрутилися, відновивши того 1886 року на троні. Натомість укладено угоду про встановлення британського протекторату над Бонні. Впроваджувалася правляча рада. Після смерті Джорджа Пеппле 1888 року британці повністю встановили тут своє панування.

## Устрій
На чолі стояв володар, що носив титул аман'янабо. Він спирався на знать, пов'язану з правлячою династією (загалом 34 роди). Титули базувались на системі родовід—рід—родина. Окрім дарованих титулів, були спадкові, які мали лише представники правлячої династії (дуаварі). Останні мали титули асеме-Алапу (вождь царської крові) і амадапу (голова поселення)

## Економіка
Основу становила торгівля, насамперед рабами. Але після 1807 року вона поступово зійшла нанівець (остаточно після 1844 року). Значний товарообіг становили пальмова олія, слонова кістка та перець.

## Релігія
Протягом більшого часу існування тут були поширення традиційні релігійні вірування іджо. Лише у XIX ст. поширюється християнство, що зрештою стає панівним.